# I'm Not There
I'm Not There er en biografisk dramafilm fra 2007 om de mange forskellige sider af den amerikanske singer-songwriter Bob Dylans personlighed. Filmen er instrueret af Todd Haynes. En af de medvirkende skuespillere i filmen, er den afdøde skuespiller Heath Ledger.

## Eksterne Henvisninger
- I'm Not There på Internet Movie Database (engelsk)
- I'm Not There på Filmdatabasen
- I'm Not There på Scope
- I'm Not There i Svensk Filmdatabas (svensk)
- I'm Not There på AlloCiné (fransk)
- I'm Not There på MovieMeter (nederlandsk)
- I'm Not There på AllMovie (engelsk)
- I'm Not There hos American Film Institute (engelsk)
- I'm Not Theres profil hos Encyclopædia Britannica Online (engelsk)
- I'm Not There på Turner Classic Movies (engelsk)